# Двадцать пять карбованцев
Двадцать пять карбованцев  (укр. Двадцять п'ять карбованців) — номинал денежных купюр, выпускавшихся:
- Украинской Народной Республикой в 1918—1919 годах;
- Национальным банком Украины в 1992—1994 годах.

## Банкноты 1918—1919 годов

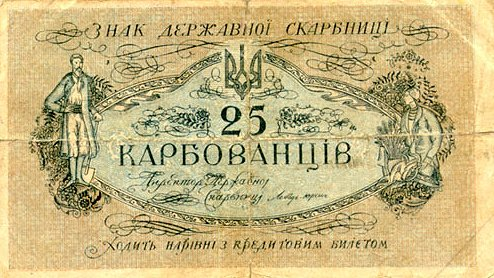
25 карбованцев 1918 года

Банкнота образца 1918 года выпущена в обращение 6 апреля 1918 года. Купюры в 25 карбованцев печатались в Киеве в типографии В. Кульженко до 26 марта 1919 года и в Одессе до мая 1919 года. На купюрах, печатавшихся в Киеве, серия и номер отсутствовали. На купюрах, печатавшихся в Одессе, указана серия «АО».
Банкнота образца 1919 года была выпущена правительством Петлюры в октябре 1919 года. Купюры печатались в городе Каменец-Подольский. Существуют две разновидности банкноты: с указанием номера и без номера.

## Банкнота 1992—1994 годов
Банкноты номиналом 25 карбованцев были изготовлены на Специальной банковской типографии во Франции в 1991 году.
Банкноты печатались на белой бумаге. Размер банкнот составлял: длина 105 мм, ширина — 53 мм. Водяной знак — «паркет».
На аверсной стороне банкноты в центральной части слева размещено скульптурное изображение Лыбеди с Памятного знака в честь основания Киева. С правой стороны на банкноте содержатся надписи Украина, Купон, 25 карбованцев, Национальный банк Украины и год выпуска — 1991.
На реверсной стороне банкноты размещено гравюрное изображение Софийского собора в Киеве и в каждом из углов обозначен номинал купюры. Преобладающий цвет на обеих сторонах — фиолетовый.
Банкнота введена в обращение 10 января 1992, изъята — 1 октября 1994 года.